# Clona ucigașă
Clona ucigașă (titlu original: Replicant) este un film american din 2001 regizat de Ringo Lam. Rolurile principale au fost interpretate de actorii  Jean-Claude Van Damme,  Michael Rooker și Catherine Dent.
Este a doua colaborare dintre Jean-Claude Van Damme și regizorul din Hong Kong Ringo Lam și a cincea oară când Van Damme joacă un rol dublu. Filmul a avut o lansare limitată în cinematografele europene și a fost lansat direct pe DVD în Statele Unite la 18 septembrie 2001.  

## Prezentare
Edward "The Torch" Garrotte (Jean-Claude Van Damme) este un criminal în serie nebun care are o slăbiciune pentru femei ucigându-le și dându-le foc. În copilărie a fost abuzat de mama sa și pedepsește femeile care sunt mame și le aude mustrându-și copii.  
Jake Riley (Michael Rooker) este un detectiv de poliție veteran care investighează crimele fără a  avea niciun succes ani la rând. Acest lucru îl deziluzionează și-i afectează cariera. Dezgustat de tot ce s-a întâmplat, Jake părăsește departamentul de poliție. Este căutat de agenți speciali care fac parte dintr-un proiect secret pentru a-l prinde pe Edward Garrotte. Noul asistent al lui Jake este o "replică" clonată cu propriul ADN al criminalului lucru care, probabil, îi va ajuta la prinderea acestuia.

## Distribuție
- Jean-Claude Van Damme - Replicant / Edward "The Torch" Garrotte
- Michael Rooker - Det. Jake Riley
- Catherine Dent - Anne
- Brandon James Olson - Danny
- Pam Hyatt - Mrs. Riley
- Ian Robison - Stan Reisman
- Allan Gray - Roarke
- James Hutson - Snotty Concierge
- Jayme Knox - Wendy Wyckham
- Paul McGillion - Căpitan de poliție
- Chris Kelly - Chris
- Peter Flemming - Paul
- Margaret Ryan - Gwendolyn
- Marnie Alton - prostituată
- Lillian Carlson - soră medicală

## Primire
Pe site-ul Rotten Tomatoes filmul are un scor de 4.3/10.
Mike Jackson de la DVD Verdict afirmă că, "Este departe de a fi un film măreț, dar Replicant este posibil cel mai bun film al lui Van Damme de la debutul său în Bloodsport. Fanii genului ar trebui cel puțin să-l închirieze."